# تاريخ اليهود في تورنتو
يعد المجتمع اليهودي في تورنتو الأكبر عدداً وأحد أقدم المجتمعات في البلاد، ويشكل جزءاً كبيراً من تاريخ اليهود في كندا . بلغ عدد سكانها حوالي 240 ألف نسمة في تعداد عام 2001، متجاوزًا مونتريال في سبعينيات القرن العشرين . اعتبارًا من عام 2011، أصبحت منطقة تورنتو الكبرى موطنًا لـ 188,710 يهوديًا.  يتألف المجتمع في تورنتو من العديد من الانقسامات العرقية اليهودية المختلفة، مما يعكس موجات الهجرة التي بدأت في أوائل القرن التاسع عشر. تعد تورنتو، أكبر مدينة في كندا، مركزًا للثقافة اليهودية الكندية ، ولعب يهود تورنتو دورًا مهمًا في تطوير المدينة.

## تاريخ

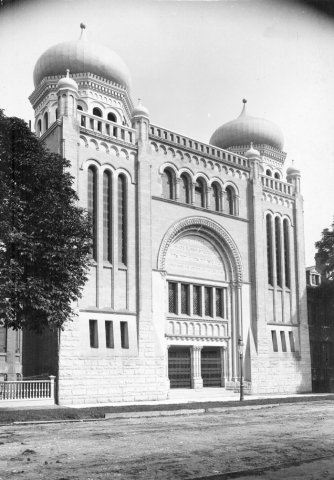
معبد الزهرة المقدسة في شارع بوند، 1900

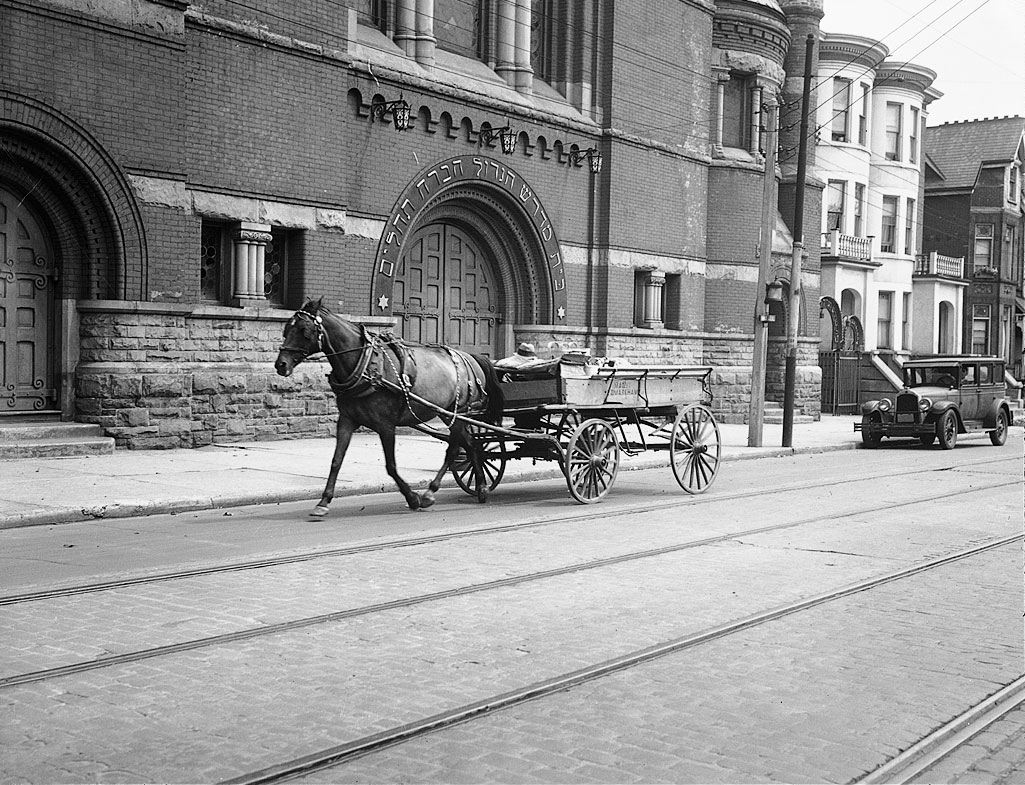
عربة تجرها الخيول أمام معبد بيت هاميدراش هاجادول-ماكول ستريت، حوالي عام 1920

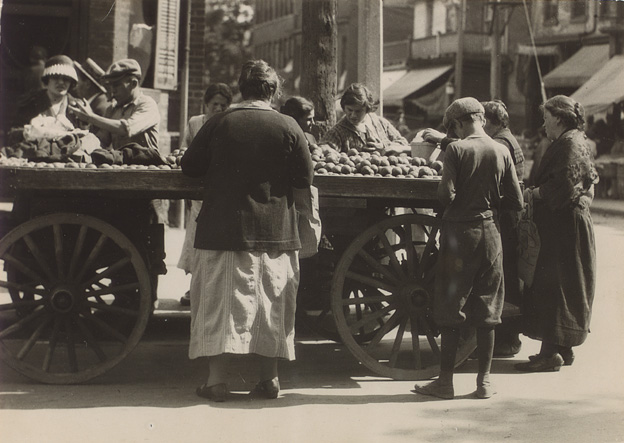
السوق اليهودي، شارع كنسينغتون، 1924

أقدم وثيقة تُثبت استيطان اليهود في مدينة يورك (تورنتو لاحقًا) وردت في مراسلات بين المكاتب الاستعمارية عام 1817، حيث أشار التقرير إلى إقامة عدة حفلات زفاف، كان أحدها يعود ليهودي. غير أن أول استيطان يهودي دائم في تورنتو تجسَّد مع قدوم آرثر ويلينجتون هارت عام 1832، وهو فرد من عائلة هارت التي كانت من أعظم العائلات اليهودية رسوخًا وشأنًا في أمريكا الشمالية البريطانية. ومع مضي الزمن، أظهرت سجلات التعداد السكاني لعام 1846 وجود 12 يهوديًا في المدينة، ليشهد العدد تضاعفًا ملحوظًا في السنة التالية. وفي عام 1849، أُسِّست أول مقبرة يهودية، لتُشكل حجر الأساس لطقوسهم الجنائزية، وفي عام 1856، قامت الجماعة العبرية في تورنتو بتأسيس أول كنيس يهودي في المدينة، لتصبح هذه المؤسسة محورًا لتجدد الروح الدينية والثقافية لدى اليهود المقيمين.
في أواخر القرن التاسع عشر وبدايات القرن العشرين، استقرَّت الجالية اليهودية مع غيرها من المهاجرين غير البريطانيين بكثافة في منطقة "الوارد"، التي كانت تحدُّها شارع كوليدج من الشمال، وشارع كوين من الجنوب، وشارع يونغ من الشرق، وشارع يونيفيرسيتي من الغرب.[بحاجة لمصدر]
في عام 1903، هاجر مندل ريمَن من مدينة ييزيرنا الواقعة في الإمبراطورية النمساوية إلى تورنتو، حيث أسَّس أول حمام طقسي ومغطس يهودي (شفيتز) في شارع سنتر أفينيو. كان هذا المعلم رمزًا لبدايات تنظيم الحياة الدينية اليهودية في المدينة. 
في عام 1926، استجابةً لموجة العداء للسامية التي استبعدت اليهود من النوادي الخاصة، مثل نادي روزدايل للجولف، قامت الجالية اليهودية بشراء أراضٍ وتأسيس نادي أوكديل للجولف والريفي، ليكون ملاذًا اجتماعيًا وثقافيًا خاصًا بهم.    
بحلول ثلاثينيات القرن العشرين، شكّل اليهود نحو 80% من سكان منطقة كينسينغتون ماركت، بعد انتقالهم غربًا من منطقة الورد. كذلك، توزعت تجمعاتهم بين شارعي كوين وبلور باتجاه دوفر كورت، حيث أصبحوا الأغلبية العرقية في العديد من المناطق، مدفوعين في أغلب الأحيان بفرص العمل المتاحة، لا سيما في منطقة سبادينا التي كانت مركزًا لصناعة النسيج.
في عام 1976، ومع انتخاب أول حكومة لحزب كيبيكوا واستمرار الحديث عن استقلال كيبيك، انتقل العديد من اليهود الأنغلوفون من مونتريال إلى تورنتو. وبهذا، أصبحت تورنتو مركز الثقل اليهودي في كندا. في الوقت ذاته، بدأت الجالية اليهودية في تورنتو بالانتقال من الأحياء المكتظة داخل قلب المدينة إلى الضواحي القريبة، خصوصًا على طول شارع باثورست. 
في تسعينيات القرن العشرين وأوائل الألفية الجديدة، استقبلت كندا موجة كبيرة من المهاجرين اليهود من الاتحاد السوفييتي السابق، حيث استقر نحو 70% منهم في منطقة تورنتو الكبرى، مما أضاف تنوعًا ثقافيًا وإثنيًا إلى النسيج اليهودي في المدينة. 

## التركيبة السكانية
في عام 1871، كان عدد اليهود المقيمين في تورنتو 157 نسمة، وارتفع إلى 1425 نسمة بحلول عام 1891، و3090 نسمة بحلول عام 1901. نشأ المجتمع في أعقاب الهجرة من أوروبا، حيث عانى اليهود من الاضطهاد والمذابح. بحلول عام 1911، ارتفع عدد السكان اليهود في تورنتو إلى 18237. لقد تضاعف العدد تقريبًا بحلول عام 1921. في عام 1931، كان يعيش في تورنتو 45 ألف يهودي، معظمهم من المهاجرين اليهود البولنديين. بعد عام 1924، عندما فرضت الولايات المتحدة قيوداً على الهجرة، اجتذبت تورنتو عدداً متزايداً من المهاجرين اليهود. وعشية الحرب العالمية الثانية، فرضت الحكومة الكندية أيضًا قيودًا على الهجرة. ونتيجة لذلك، لم تجد سوى مجموعات صغيرة من اليهود النمساويين والألمان الفارين من هتلر ملاذا آمنا في تورنتو خلال هذه الفترة. في عام 1941، بلغ عدد السكان اليهود 49046 نسمة،  وهم يشكلون أكبر أقلية عرقية في تورنتو.
تظهر بيانات المسح الوطني للأسر لعام 2011 أن هناك 188,710 يهوديًا يعيشون في منطقة تورنتو الكبرى ،  وهو ما يمثل ما يقرب من نصف يهود البلاد. 
تُظهر بيانات التعداد السكاني الكندي لعام 2021 لمدينة تورنتو (لا تشمل جميع أجزاء منطقة تورنتو الكبرى ) أن 74080 فردًا أفادوا بأن أصولهم العرقية أو الثقافية يهودية، و99390 فردًا أفادوا بأنها ديانتهم. 

## المؤسسات الدينية والثقافية
في عام 1849، اشترى أبراهام نوردهايمر أرضًا لبناء مقبرة نيابة عن جماعة تورنتو العبرية، وهو كنيس أرثوذكسي أصبح يُعرف باسم معبد دايتشيشي. في عام 1856، ساعد لويس صموئيل من يورك بإنجلترا في تأسيس جماعة أبناء إسرائيل، والتي اندمجت مع الجماعة العبرية في تورنتو في عام 1858. في عشرينيات القرن العشرين، أصبح الكنيس كنيسًا إصلاحيًا، وانضم إلى اتحاد الجماعات العبرية الأمريكية .  عندما بدأ اليهود الفارون من المذابح في روسيا القيصرية في ثمانينيات القرن التاسع عشر في الاستقرار في تورنتو، تم إنشاء ثلاثة معابد يهودية جديدة. غويل تسيديك وبيت هامدراش هاجادول شيفرا تهيليم، أسسهما اليهود الروس في عام 1883، وشومري شبات، أسسها اليهود من غاليسيا ، بولندا في عام 1888.  في عام 1889، تم تأسيس جماعتين أخريين: كنيسة بيت يعقوب، المعروفة باسم كنيسة بويليشي، وكنيسة أدات إسرائيل، التي أسسها اليهود الرومانيون. 
لمدة عشر سنوات، أقامت جماعة شومري شابوس في مبانٍ مستأجرة على طول شارع ريتشموند. ومع ذلك، كانت الخطوة التاريخية عام 1910، حين تأسس أول كنيس دائم في شارع تشستنَت، مما منح الجالية اليهودية في تورنتو نقطة انطلاق ثابتة للعبادة والتجمع.
وبعد عام فقط من إنشاء الكنيس، استُقدِم أول حاخام إلى تورنتو، وهو الحاخام يوسف واينريب من مدينة بوسك في منطقة غاليشيا. كان وصوله بداية لقيادة روحية منتظمة للجالية، حيث عزز الروابط الدينية والاجتماعية.
ومع نمو الجماعة، ازدادت الحاجة إلى مساحة أكبر. وفي عام 1933، نُقل الكنيس إلى مبنى جديد يتسع لثلاثمائة شخص، عند زاوية شارعي برونزويك وساسكس، مما جعله مركزًا للروحانية والهوية اليهودية في تلك الحقبة. 
في العقود التي سبقت الحرب العالمية الأولى، أنشأت الجماعة مدارس يهودية بعد الظهر، ومسارح، وصحيفة، وكنيسة بنيامين للجنازات، وجمعيات المساعدة المتبادلة. 
تأسست أول شيفرا قديسا (جمعية دفن مقدسة) في تورنتو مع إنشاء أول مقبرة يهودية عام 1849، لتكون مسؤولة عن طقوس الدفن وفقًا للتقاليد اليهودية. ومع تطور القوانين المحلية في عام 1922، فرضت الحكومة تنظيمًا لصناعة الجنازات، يشترط استخدام دور جنازة مرخصة.
استجابةً لذلك، تم تأسيس دار جنازة ه. بنجامين وأبناؤه، التي تُعرف اليوم باسم Benjamin's Park Memorial Chapel، على شارع سبادينا في نفس العام. لاحقًا، وفي عام 1927، أُنشئت دار جنازة أخرى باسم صالون الجنازات العبري في تورنتو، والتي تُعرف اليوم باسم Steeles Memorial Chapel.
ساهمت هذه المؤسسات في تعزيز النظام والاحترافية في تقديم خدمات الجنازة للجالية اليهودية، مع الحفاظ على الطابع الديني والتقليدي لطقوس الدفن. كانت هذه الخطوة علامة فارقة في تأصيل الهوية اليهودية في المدينة، ضمن إطارٍ يجمع بين الالتزام بالتقاليد واحترام التشريعات المحلية. 

## الأحياء
كان شارع باثورست بمثابة قلب المجتمع اليهودي في تورنتو لعقود عديدة. منذ أوائل القرن العشرين، عاش اليهود حول شارع باثورست جنوب شارع بلور ، شرقًا حتى شارع سبادينا (وخاصة في منطقة سوق كنسينغتون ) وغربًا حتى ما بعد كريستي بيتس . بعد الحرب العالمية الثانية، انتقل أفراد المجتمع الأكثر ثراءً إلى فورست هيل . اليوم، يقيم جزء كبير من المجتمع اليهودي على طول الشارع من شمال شارع سانت كلير إلى جنوب شارع ويلسون وخارج حدود المدينة عند شارع ستيلز ، ويمتد من ستيلز شمالاً حتى طريق إلجين ميلز في ريتشموند هيل . 
منذ أوائل سبعينيات القرن العشرين، أصبحت المنطقة الشمالية من باثورست واحدة من مراكز الجالية اليهودية الروسية في تورنتو.  تضم الدائرة الانتخابية في وسط يورك أكبر عدد من الناخبين الروس الكنديين في كندا. بسبب العدد الكبير من محلات الأطعمة الشهية والمطاعم والمتاجر التي تبيع الكتب والملابس الروسية، أُطلق على الحي لقب "موسكو الصغيرة".  

### إيروفين
توجد في تورنتو منطقتان مخصصتان للاحتفال بالسبت ويوم الغفران : واحدة في المنطقة المركزية (باستثناء وسط المدينة) وواحدة في الطرف الشمالي، الذي يمتد إلى ثورن هيل ؛ وترتبط المنطقتان تحت الطريق السريع 401 في شارع باثورست، وشارع ويلسون، وشارع بايفيو. يوجد في ريتشموند هيل أيضًا منطقة إيروف منفصلة. 
أقيم أول إيروف (حاجز رمزي يتيح حمل الأغراض في الأماكن العامة خلال يوم السبت وفقًا للشريعة اليهودية) في وسط مدينة تورنتو. ومع ذلك، لم يتم التوافق على حدوده بين الجماعات اليهودية المختلفة، مما أدى إلى عدم اعتراف غالبية اليهود الملتزمين بشريعة السبت في تورنتو به.
على سبيل المثال، تُعلن حباد وسط تورنتو صراحةً أنه لا يوجد إيروف معترف به في وسط المدينة، ما يترك العديد من اليهود الملتزمين دون إمكانية استخدام هذا الترخيص الشرعي في تلك المنطقة. 

## السكان اليهود البارزين
- جودي فيلد كار – ناشطة في مجال حقوق الإنسان
- دريك – موسيقي
- فيليب جيفنز – عمدة تورنتو السابق
- بول جودفري – الرئيس السابق لميترو تورنتو
- ستيفن لويس - سياسي ودبلوماسي
- سامي لوفتسبرينج - ملاكم
- ناثان فيليبس – عمدة تورنتو السابق

## قراءة إضافية
- فرانكلين بياليستوك، النازيون الجدد في تورونتو: شغب حدائق آلان ، الدراسات اليهودية الكندية / الدراسات الشبابية الكندية، المجلد. 4-5، 1996-97.
- هالبرن، م. (2019). "المالستروم" في كريستي بيتس: الرجولة اليهودية وأعمال الشغب في تورنتو عام 1933." دراسات يهودية كندية ، 28(1). https://doi.org/10.25071/1916-0925.40141
- قطار، ألاسكا (2018). "التفاوض على أراضٍ جديدة: النساء والعائلات اليهودية الهندية في تورنتو". دراسات يهودية كندية ، 26(1). https://doi.org/10.25071/1916-0925.40064

- المركز المجتمعي اليهودي الروسي في أونتاريو (JRCC)
- برنامج الدراسات اليهودية، جامعة تورنتو
- بوابة الجالية اليهودية، تورنتو
- دليل الجالية اليهودية في تورنتو
- بوبي ، 1976. أرشيف قناة يوتيوب أونتاريو